# 6 Below: Miracle on the Mountain
6 Below: Miracle on the Mountain (titulada Bajo cero: Milagro en la montaña en español) es una película estadounidense de 2017 dirigida por Scott Waugh. Está basada en hechos reales acerca del cultor de snowboard Eric LeMarque y su experiencia límite de sobrevivencia en condiciones extremas en la alta montaña.

## Argumento
Eric LeMarque (Josh Hartnett) es un deportista de hockey profesional y cultor aficionado de snowboard, cuya única familia es su madre y su hermano Jason. Es invierno, quizás el más crudo en mucho tiempo y Eric decide vivir la vida viajando hasta un sitio turístico de invierno en las Altas Sierras, a 500 km de Los Ángeles llamado Mammoth Mountains en forma solitaria. Eric es además un drogadicto y consume ocasionalmente cocaína para potenciar sus habilidades mentales en su deporte. Al llegar, Eric conoce eventualmente a la rescatista Sarah (Sarah Dumont) quien lo lleva hasta su cabaña alquilada.
En la ciudad queda su madre Susan esperando a juntarse con su hijo para asistir a una cita judicial, ya que Eric es un deportista frustrado y ha dejado deudas con la justicia.
Eric está impaciente por salir a divertirse y solo va equipado con una radio FM, un celular, vestimenta de invierno simple además de su tabla de snowboard, Eric además padece de una pierna levemente lastimada. Sale por fin a hacer deporte y se interna por las laderas boscosas hasta que la noche lo sorprende lejos de las instalaciones, se desorienta completamente y solo tiene su tabla para desplazarse.
Eric se da cuenta de que es un idiota por está perdido y deberá luchar contra el clima extremo, consigo mismo, su pasado, su adicción, una gangrena que le va afectando ambas piernas y sacar lo mejor de sí mismo para sobrevivir hasta el límite de sus fuerzas físicas y emocionales hasta encontrar el camino o fallecer congelado en los días que se le vienen en medio de un periodo de bajas temperaturas.
Su madre va a buscarlo siete días después al no contestar su celular y no comparecer ante la justicia, se presenta ante la rescatista Sarah para avisar de que su hijo está extraviado en las montañas. Tanto para Eric como para su madre, el tiempo y el clima están en su corriendo en su contra y solo un milagro hará que todo resulte bien.

## Recepción
6 Below tiene una valoración de 4,4 (275 votos).
En Rotten Tomatoes, la película tiene una calificación de aprobación del 22% basada en 18 reseñas, con una calificación promedio de 4.5 / 10.
En Metacritic , la película tiene una puntuación media ponderada de 40 de 100, basada en 5 críticas, que indican "críticas mixtas o promedio".
Para la revista Variety, la actuación de Josh Hartnett no es determinante para dar un realce al desenlace lógico de un hecho de sobrevivencia.